# Маљио (Тревизо)
Маљио је насеље у Италији у округу Тревизо, региону Венето.
Према процени из 2011. у насељу је живело 32 становника. Насеље се налази на надморској висини од 92 м.